# László Papp (lottatore)
László Papp (4 gennaio 1905 – Budapest, 28 gennaio 1989) è stato un lottatore ungherese, specializzato nella lotta greco-romana.

## Palmarès

### Olimpiadi
- 1 medaglia:
  - 1 argento (Amsterdam 1928 nella lotta greco-romana, pesi medi)